# Magia ceremonialna
Magia ceremonialna – ogólny termin używany do określenia długich, pracochłonnych i skomplikowanych rytuałów. 
Nazywana jest magią ceremonialną ponieważ, podobnie jak w ceremoniach, wymagana jest duża liczba narzędzi jako niezbędna pomoc dla praktykującego. Magia ceremonialna jest traktowana jako rozszerzenie lub synonim magii rytualnej. Spopularyzowana została przez Hermetyczny Zakon Złotego Brzasku, w celu opisania takich okultystycznych szkół jak Kabała, Magia enochiańska, i różnych grimoire'ów.